# Julian Chrościcki
Julian Feliks Chrościcki (ur. 26 maja 1892 w Szymonach, zm. 9 września 1973) – ksiądz prefekt, doktor teologii moralnej, profesor, proboszcz parafii św. Teresy od Dzieciątka Jezus we Włochach.

## Życiorys
Święcenia kapłańskie przyjął 30 listopada 1916 z rąk Aleksandra Kakowskiego.
Aresztowany pod zarzutem przynależności do organizacji wojskowej i kolportażu prasy we Włochach 18 września 1942 roku, był więziony na Pawiaku, 17 stycznia 1943 został wysłany do obozu koncentracyjnego na Majdanku, a zwolniony 15 maja 1944 roku.